# Sa Majestat la reina
|  | Per a altres significats, vegeu «reina». |

Sa Majestat la reina és una escultura-objecte realitzada per Joan Miró el 1974 i que actualment forma part de la col·lecció permanent de la Fundació Joan Miró de Barcelona.

## Context
Sa Majestat la reina, juntament amb Sa Altesa el príncep i Sa Majestat el rei formen part d'un conjunt d'escultures realitzades l'any 1974 quan Miró viu un moment de gran reconeixement internacional. Aquell mateix any es faria una gran retrospectiva sobre la seva obra entre el Grand Palais i el Museé d'Art Moderne de París al mes de maig on aquestes tres obres serien exposades per primer cop. Dos anys abans s'havia celebrat la mostra Magnetic Fields al Museu Guggenheim (Nova York)  i Miró bronzes a la Hayward Gallery de Londres. També és l'any en què s'està treballant en el Centre d'Estudis d'Art Contemporani (CEAC), futura Fundació Miró de Barcelona, que s'obriria al públic el 10 de juny de 1975. Aquest context de reconeixement artístic internacional contrasta amb la dura situació que es viu a Espanya en els darrers anys de la dictadura. El mes de febrer Miró havia pintat el tríptic L'esperança del condemnat a mort, preocupat per la condemna de l'activista Salvador Puig i Antich que finalment seria executat a garrot vil el 2 de març de 1974. Joan Carles de Borbó, llavors Princep d'Espanya, feia 5 anys que havia jurat lleialtat als principis del "Movimiento Nacional" com a futur successor de Franco com a cap d'estat. No hi havia cap garantia que la dictadura toqués a fi.

Miró ja havia treballat en obres de crítica a l'autoritat al voltant del personatge de Ubú rei el 1966. Aquest conjunt d'obres on la grandiloqüència del càrrec contrasta amb la humilitat dels materials es podria inscriure en aquesta línia. Ja mort Franco, en el discurs d'acceptació del seu nomenament com a doctor honoris causa per la Universitat de Barcelona, el 1979, va parlar de la responsabilitat cívica de l'artista: 
| «                                | Entenc que un artista és algú que, entre el silenci dels altres, fa servir la seva veu per dir alguna cosa, i que té l'obligació que aquesta cosa no sigui quelcom d'inútil sinó quelcom que faci servei als homes. | » |
| — Joan Miró, 2 d'octubre de 1979 | |   |

## Descripció
Sa Majestat la reina, juntament amb Sa Majestat el rei i Sa Altesa el príncep formen part d'un conjunt d'escultures realitzades -com feia sovint Miró- a partir d'objectes trobats. L'origen quotidià dels elements que formen les escultures-objecte contradiuen el títol. Miró agafa els objectes, convertint-los en una figura totèmica, una mena de fetitxe tribal.